# Dans heel dicht bij mij
Dans heel dicht bij mij is een lied van het Nederlandse zangduo Nick & Simon. Het werd in 2015 als single uitgebracht.

## Achtergrond
Dans heel dicht bij mij is geschreven door Gordon Groothedde en Nick Schilder en geproduceerd door Groothedde. Van het nummer zijn twee versies uitgebracht; een Cubaanse en een Jamaicaanse versie. De Cubaanse versie is gemaakt in de genres Afro-Cubaanse jazz en Latin jazz en de Jamaicaanse versie in het genre reggae. Het lied was de titelsong voor de televisieserie The Carribean Dream, waarin Nick & Simon door de Caraïben reizen en zich muzikaal laten inspireren. De muziek voor de Cubaanse versie is ingespeeld door artiesten van dat eiland. Het nummer werd niet op een regulier album uitgebracht, maar stond wel op de verzamelalbums Herinneringen - Het beste van en Nu of ooit.

## Hitnoteringen
De zangers had succes met het lied in de hitlijsten van het Nederlands taalgebied. Het stond op de zestiende plaats van de Nederlandse Single Top 100 in de enige week dat het in deze hitlijst te vinden was. De Nederlandse Top 40 werd niet bereikt; het kwam hier tot de tweede plek van de Tipparade. Ook in de Vlaamse Ultratop 50 was er geen notering. Wel bereikte het de 56e positie van de Ultratip 100.